# Eric Goles
Eric Goles Chacc (Antofagasta, 21 de agosto de 1951) es un matemático e investigador chileno, Premio Nacional de Ciencias Exactas 1993. Es conocido por su trabajo en difusión científica en la televisión chilena y por su trabajo literario.

## Biografía
Hijo del ingeniero y músico popular José Goles Radnic y de la actriz antofagastina Meche Chacc, cursó la enseñanza secundaria en el Colegio San Luis de Antofagasta. Posteriormente se tituló de Ingeniero Civil Matemático en la Universidad de Chile y obtuvo los grados de doctor en Ingeniería y en Matemática en la Universidad de Grenoble. 
Fue profesor de ingeniería de la Universidad de Chiley miembro del Centro de Modelamiento Matemático de la misma universidad.
Tiene dos hijos, Nicolás y Luciana. 

## Trayectoria
Sus áreas de especialización son Matemáticas Discretas e Informática Teórica. y obtuvo gran visibilidad al ser conductor del programa de divulgación científica Enlaces en TVN (1997-2004), donde abordaba temáticas científicas y entrevistaba a investigadores de renombre internacional. En 2017 participó como panelista estable del programa Mentiras Verdaderas de La Red, donde presentaba temas médicos, biológicos y tecnológicos de actualidad.
Ha dirigido múltiples proyectos de investigación en Chile, y colaborado con otros en el extranjero. Tiene más de 200 publicaciones científicas, obteniendo diversos premios entre los que se destaca el Premio Nacional de Ciencias Exactas en 1993, por su labor en la investigación en las redes autómatas o modelos matemáticos de gran complejidad que se aplican en Biología, en Física y en la industria minera, entre otras. Este premio fue compartido con Servet Martínez.
Fue presidente de la Comisión Nacional de Investigación Científica y Tecnológica (CONICYT) entre 2000-2006, así como director de la Fundación Chile. Desde 2006 es profesor e investigador de la Facultad de Ingeniería y Ciencias de la Universidad Adolfo Ibáñez, donde además dirige el programa doctoral en Ingeniería de Sistemas Complejos. También es socio fundador del Instituto de Sistemas Complejos de Valparaíso, del cual fue presidente del directorio durante el periodo 2007–2009.

### Carrera literaria
En 1999 debutó en la literatura con un libro infantil de divulgación, El hormiguero inteligente, y casi una década más tarde, en 2008, lanzó su primera novela El zapato perdido de la Marilyn (LOM), en la que mezcla parte de su propia biografía y vivencias personales con escritura creativa. En 2018 publicó, también en LOM, la novela La conspiración de Babel. En 2020 firmó con Editorial Planeta y publicó Una especie de zumbido en la cabeza (2020) que indaga en la historia matemática de la computacióny luego la novela Lady Byron: Detective artificial (2022). Su más reciente libro de divulgación, Vida Artificial, se publicó en 2025.

## Obras

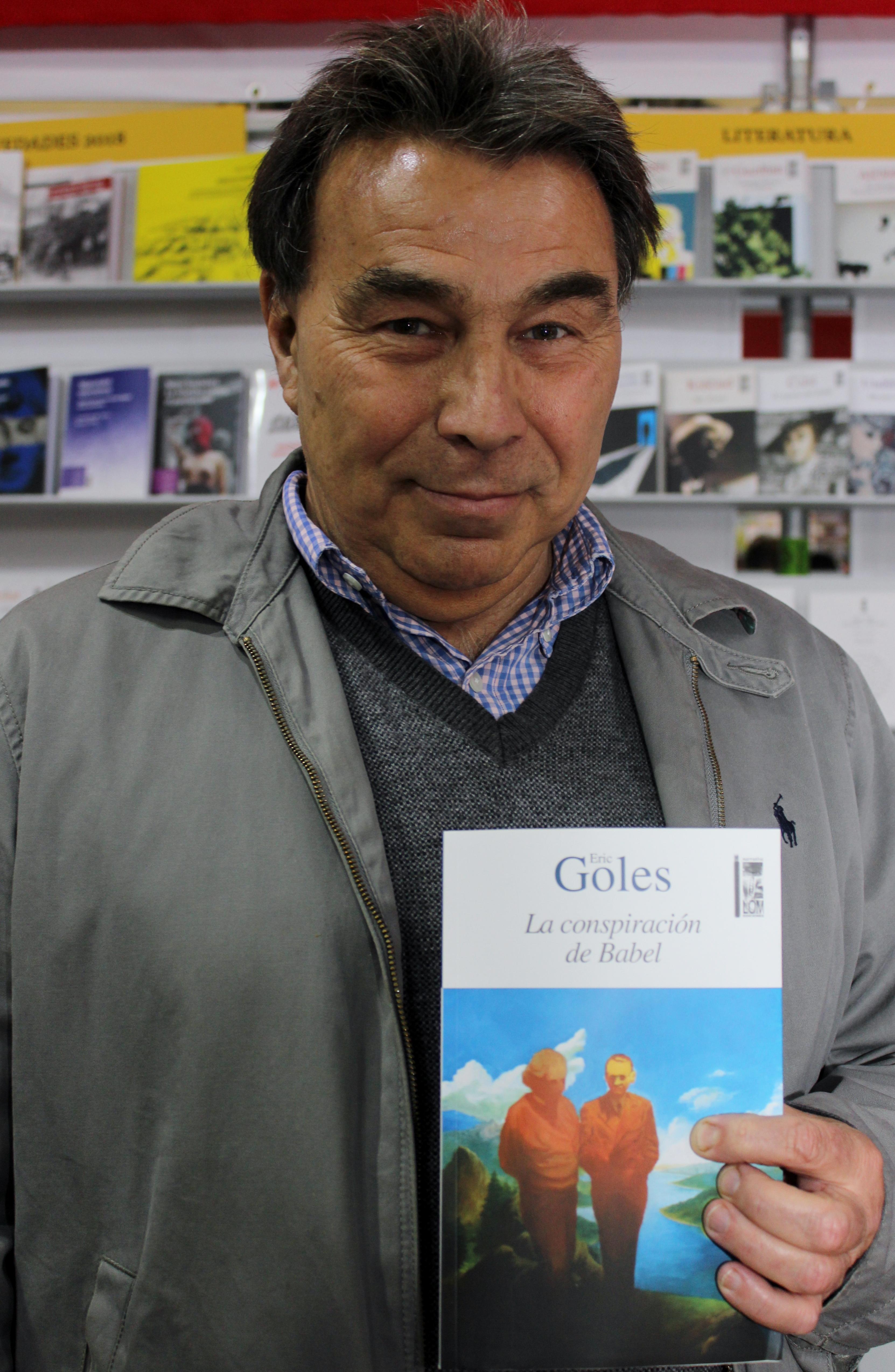
Goles con su novela La conspiración de Babel en la FILSA 2018

### Ficción
- El hormiguero inteligente, libro infantil de divulgación, ilustrado por Ricardo Muñoz Pedrals; Editorial Universitaria, Santiago, 1999
- El zapato perdido de la Marilyn, novela, LOM, 2008
- La conspiración de Babel, novela, LOM, 2018
- Una especie de zumbido en la cabeza, divulgación, Editorial Planeta, 2020
- Lady Byron: Detective artificial, novela, Editorial Planeta, 2022
- Vida Artificial, divulgación, Editorial Planeta, 2025

### Publicaciones científicas
- Ricardo Baeza-Yates; Eric Goles; Patricio V. Poblete, eds. (1995). LATIN '95: Theoretical Informatics: Second Latin American Symposium, Valparaiso, Chile, April 3 - 7, 1995. Proceedings (Lecture Notes in Computer Science) (en inglés). Springer. ISBN 978-3540591757.
- E. Goles; S. Martínez, eds. (2010). Cellular Automata and Complex Systems (Nonlinear Phenomena and Complex Systems) (en inglés). Springer. ISBN 978-9048151547.
- E. Goles; S. Martínez, eds. (2013). Statistical Physics, Automata Networks and Dynamical Systems (Mathematics and Its Applications) (en inglés). Springer. ISBN 978-9401051378.
- E. Goles; S. Martínez, eds. (2013). Neural and Automata Networks: Dynamical Behavior and Applications (Mathematics and Its Applications) (en inglés). Springer. ISBN 978-9401067249.

## Premios y reconocimientos
- Mención Honrosa, Premio OEA, Manuel Noriega Morales, (1986).
- Miembro de número de Academia de Ciencias, (1990).
- Premio Manuel Montt, (1991) por obra “Neural and Autómata Naturales”.
- Premio Nacional de Ciencias Exactas 1993.[17]
- Hijo Ilustre de Antofagasta (4 de febrero de 1999).[18][19]
- Biosfellow (Miembro del Comité Científico) Bios Group Company, Santa Fe, EE. UU., 1999.
- Premio “Personalidades Distinguidas”, Universidad del Pacífico, octubre de 2000.
- Ordem do Rio Branco Grau de Comendador, Gobierno de Brasil (2002).
- Investigador Asociado a Ateneo Instituto Politécnico de Torino – Italia (2004).
- Miembro Comité Cientìfico de la Alta Scuola Politecnica ASP (Milán, Turín, 2005).
- Orden Nacional del Mérito de Francia en el grado de Caballero[20]
- Miembro del Equipo de Expertos de La École Polytechnique Féderale de Lausanne – EPFL’s.
- “International Sientific Advisory Board”. (Lausanne, Suiza, 2006).
- Doctor honoris causa por la Universidad de Orleans (2012).[21]